# Campeonato NORCECA de Voleibol Feminino Sub-18
O Campeonato NORCECA de Voleibol Feminino Sub-18 é uma competição realizada a cada dois anos, reunindo seleções juvenis de países das Américas do Norte e Central e o Caribe. Os maiores campeões são os Estados Unidos

## Quadro Geral
| Ordem | País                 | Medalha de ouro | Medalha de prata | Medalha de bronze | Total |
| ----- | -------------------- | --------------- | ---------------- | ----------------- | ----- |
| 1     | Estados Unidos       | 8               | 3                | 0                 | 11    |
| 2     | República Dominicana | 2               | 3                | 2                 | 7     |
| 3     | Porto Rico           | 1               | 2                | 3                 | 6     |
| 4     | México               | 0               | 2                | 4                 | 6     |
| 5     | Canadá               | 0               | 1                | 1                 | 2     |
| 6     | Cuba                 | 0               | 0                | 1                 | 1     |